# Катынадыр
Катынадыр (каз. Қатынадыр) — упразднённое село в Хромтауском районе Актюбинской области Казахстана. Входило в состав Аккудыкского сельского округа. Код КАТО — 156039300. Упразднено в 2019 г.

## Население
В 1999 году население села составляло 71 человек (35 мужчин и 36 женщин). По данным переписи 2009 года, в селе проживал 31 человек (15 мужчин и 16 женщин).